# Várzea Grande (Piauí)
Várzea Grande é um município brasileiro do estado do Piauí. Localiza-se a uma latitude 06º32'41" sul e a uma longitude 42º14'47" oeste, estando a uma altitude de 245 metros. Sua população estimada em 2004 era de 4 500 habitantes.
Possui uma área de 227,49 km².